# نهر بينيغا

حوض نهر دفينا الشمالي. تُظهر الخريطة منطقة بينيغا

بينيغا ((بالروسية: Пинега)‏) هو نهر يقع في مقاطعة فيرخنيتوييمسكي ومقاطعة بينيجسكي ومقاطعة خولموغورسكي التابعة لأوبلاست أرخانغلسك في روسيا. وهو أحد روافد نهر دفينا الشمالي من الجانب الأيمن. يبلغ طوله 779 كيلومتر (484 ميل) ومساحة حوضه حوالي 42,600 كيلومتر مربع (16,400 ميل2). روافده الرئيسية هي نهر إليشا ونهر فييا ونهر يولا ونهر بوكشينغا ونهر يوجيوغا.
يعتبر نهر بينيغا الممر المائي الرئيسي في منطقة بينيجسكي، حيث تقع العديد من المناطق المأهولة على ضفافه. يشمل حوض النهر الجزء الشمالي الغربي من منطقة كراسنوبورسكي، والجزء الشرقي من منطقة فيركنيتويمسكي، والجزء الشرقي من مقاطعة فينوغرادوفسكي، والجزء الرئيسي من منطقة بينيجسكي، والجزء الشرقي من منطقة خولموغورسكي، والمناطق الصغيرة في مقاطعة ليشكونسكي وفي مقاطعة أودورسكي في جمهورية كومي. يتدفق نهر بينيغا في المناظر الطبيعية الجبلية، على الحدود الغربية لـ تيمان ريدج، في الغابة الصنوبرية (تايغا). يتجمد في منتصف أكتوبر أو أوائل نوفمبر ويبقى تحت الجليد حتى منتصف أبريل أو أوائل مايو.

## التاريخ
سكنت شعوب فينية المنطقة، ثم استعمرتها جمهورية نوفغورود. في القرن الثالث عشر، وصل تجار نوفغورود بالفعل إلى البحر الأبيض. استخدم التجار النهر كمصدر للفراء وكطريق تجاري إلى حوض نهر بيتشورا.
كان هناك العديد من الطرق المؤدية إلى حوض نهر ميزين من نهر دفينا الشمالي (حيث يمكن للتجار الوصول إلى حوض بيتشورا ونهر أوبي). يمكن استخدام النهر للتنقل باستخدام القوارب إلى كولوي ونهر ميزن، كما يمكن استخدام نهر بوكشينغا للوصول إلى بينيغا، ومن ثم يمكن أخذ القوارب براً من يوجوغا وفاشكا.